# Station Kobylany
Station Kobylany is een spoorwegstation in de Poolse plaats Kobylany.